# Masné krámy (Olomouc)
Masné krámy jsou dům č. 40 na Dolním náměstí v Olomouci.

## Historie
Jednopatrový dům byl postaven roku 1586 v gotickém stylu. V jeho prostorách byly umístěny prodejny sloužící řeznickému cechu. Ve sklepení bývala studna zásobující obě kašny Dolního náměstí, tj. kašnu Jupiterovu a kašnu Neptunovu. Později budova prošla různými stavebními úpravami, ovšem původní gotické prostory tvořící jádro domu se částečně dochovaly.
V 18. století byla přistavěna další dvě poschodí a dvoukřídlé schodiště, čímž dům dostal dnešní vzhled. Po schodišti se vcházelo do Královského městského lidového divadla, které zde hrálo od 2. poloviny 18. století až do roku 1830, kdy bylo postaveno Moravské divadlo na Horním náměstí. Ve 2. polovině 19. století dům získal dnešní novorenesanční fasádu.
Řeznickým účelům přestala budova sloužit ve 40. letech 20. století, kdy zde byl zřízen velkosklad národního podniku Technomat. Ten zde vydržel až do roku 1988. Po roce 1989 se dům pokusili získat v restituci potomci někdejších řezníků, ovšem soud jejich nároky neuznal. Roku 2000 dům koupila v dražbě za 15 miliónů korun brněnská firma Mc. Duke, s. r. o. Ta ho následně za dalších 30 miliónů korun zrekonstruovala, ovšem provedené práce se setkaly s velkou kritikou památkářů. Mimo jiné zde byla zrušena pasáž v přízemí domu, jejíž jeden konec byl uzavřen a která byla proměněna ve vietnamskou tržnici. Roku 2009 dům koupili za 60 miliónů korun noví majitelé, kteří objekt znovu částečně zrekonstruovali, pasáž v přízemí obnovili a tržnici nahradili menšími obchody.